# Teatro Aparte

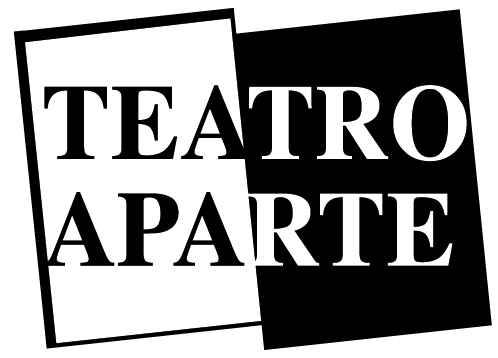
Logo de la compañía Teatro Aparte.

Teatro Aparte es una compañía de teatro chilena reconocida como una de las más exitosas en las últimas décadas. Fue fundada en 1988 y está conformada por los actores Rodrigo Bastidas, Magdalena Max-Neef, Elena Muñoz y Gabriel Prieto, con participaciones recurrentes de Josefina Velasco, Álvaro Pacull y Rodrigo Muñoz. 

## Historia
Teatro Aparte nace de un grupo de exalumnos de la escuela Pontificia Universidad Católica de Chile, Rodrigo Bastidas, Magdalena Max-Neef, Elena Muñoz, Gabriel Prieto y Álvaro Pacull. 
Habiendo estrenado dos obras en el Teatro el Conventillo, en 1991 montan para el Teatro Universidad Católica "¿Quién me escondió los zapatos negros?", una obra que relata la crisis de cinco personajes al cumplir treinta años y da cuenta de distintos episodios de la historia de Chile en la década de los 70 y 80, con una mirada nostálgica, ágil y reflexiva. La obra se transformó en una de las más emblemáticas y taquilleras en la historia del teatro chileno, manteniéndose cuatro años de manera ininterrumpida en cartelera, llegando a presentarse en el extranjero.
La compañía vuelve en 1995 con "De uno a diez, ¿cuánto me quieres?", una comedia acerca de la vida en pareja, el amor y las diferencias entre el mundo masculino y el universo femenino, en la cual se incorporan los actores Josefina Velasco, Rodrigo Nuñez y Rodrigo Muñoz (actor). La creación colectiva gozó de un éxito aún mayor al de su predecesora, transformándose en la obra más vista de la década de los 90.
En 2001, la compañía decide dar un cierre a la a la trilogía generacional que comenzó con "¿Quién me escondió los zapatos negros?"  y estrenan "Yo, tú y ellos",dirigida por Jaime Vadell, una obra que habla sobre la maternidad, la paternidad y los desafíos que conllevan. La obra cosechó un tremendo éxito que la mantuvo dos años en cartelera y la llevó a ser reestrenada en dos ocasiones, siendo además nominada a los Premio Altazor de las Artes Nacionales, como "Mejor Dramaturgia" y "Mejor Dirección".
Durante el transcurso de la primera década de los 2000, el grupo se mantiene como una de las compañías de mayor producción teatral chilena, con obras como "Dementes" (2003), que narra las historias de un grupo de pacientes alrededor de un siquiatra, y "Desatinadas"  (2004), una obra que relata las desventuras de tres amigas que se quedan en pana camino al Cajón del Maipo por la cual su director, Juan Bennett, fue nominado a los Premio Altazor por "Mejor Dirección".En 2006, estrenan la obra "Ya no te gusto, ¿verdad?", una mirada sobre la separación matrimonial que tuvo una muy buena recepción, logrando mantenerse en cartelera durante dos años y medio. Además, durante algunos años el grupo gestiona su propia sala en el bohemio barrio Bellavista.
En 2011, la compañía celebra sus veinte años en el Teatro Nescafé de las Artes, reestrenando su trilogía generacional. Ya entrando en su tercera década como compañía, Teatro Aparte estrena "Consuegros" (2014), una comedia desatada que narra el encuentro de dos parejas que deben conocerse luego de que sus hijos hayan contraído matrimonio y cuyas diferencias los llevan a situaciones hilarantes. La obra es vista por más de 100.000 espectadores y logra una adaptación al cine con su elenco original. En 2018, el grupo monta su decimoquinta obra, "Hijos de su madre", que se transforma en el segundo estreno más visto de dicho año y que muestra la relación de cuatro opuestos hermanos que deben reencontrarse tras la muerte de su madre. La obra obtiene el Premio Clap Atrápalo a la mejor comedia del 2019 y es seleccionada para ser parte del ciclo "Nuestro Teatro" emitido por las pantallas de TVN en el contexto de la Pandemia de COVID-19.
Recientemente cumplieron treinta años como grupo, transformándose así en una de las compañías activas de teatro chileno con mayor longevidad. Con motivo de celebrar sus tres décadas reestrenaron en 2022 de "De 1 a 10, ¿cuánto me quieres?". La nueva versión de la obra se convirtió en lo más visto del año. En los años siguientes continúan activos con su nuevo montaje "Mujeres Turbulentas" (2024) y la adaptación de la obra argentina, "La Nona" (2025), ambas en Teatro Mori y siendo esta última llevada a todo Chile gracias a la adjudicación del Programa de Apoyo a Organizaciones Culturales donde fueron seleccionados en la nómina de Compañías de Trayectoria en las Artes Escénicas.

## Obras de Teatro
- El monstruoso orgasmo de Tokito (1988)
- Ensalada a la Chilena (1989)
- ¿Quién me escondió los zapatos negros? (1991)
- De uno a diez, ¿cuánto me quieres? (1995)
- El membrillar es mío (1998)
- Yo, tú y ellos (2001)
- Dementes (2003)
- Pateados (2004) adaptación de "La extraña pareja" de Neil Simon
- Desatinadas (2004)
- Por pocas lucas (2005)
- Ya no te gusto, ¿verdad? (2006)
- ¿Triángulo o rectángulo? (2008)
- Mentirosos (2011)
- Consuegros (2014)
- Hijos de su madre (2018)
- Mujeres Turbulentas (2024)
- La Nona (2025) adaptación de la obra de Roberto Cossa
- Aquí me bajo yo (2025)

## Estilo y otros proyectos
Teatro Aparte es una compañía teatral que funciona en torno a la creación colectiva. La compañía suele recurrir a la fusión entre la comedia y el drama en la mayoría de sus trabajos, intentando ser una suerte de teatro espejo de lo que vive la sociedad chilena contemporánea, por lo que las obras de Teatro Aparte deben ser analizadas tomando altamente en cuenta la época en la que fueron estrenadas. 
Optando la mayoría de las veces en realizar producciones originales, el grupo ha declarado en múltiples ocasiones estar fuertemente inspirado por el trabajo que sus miembros llevaron a cabo junto a Jaime Vadell en La Feria (compañía de teatro) durante la década de los 80', por la compañía Teatro Ictus y el actor y director Tomás Vidiella, en cuyo teatro El Conventillo estrenaron varias de sus obras.
De manera paralela a la compañía, los actores han incursionado en diversos proyectos. En 2010 la actriz Elena Muñoz escribe "Ojos que suenan", un montaje dirigido por Claudia Fernández que gira en torno a la figura del reconocido actor Alberto Vega Salvadó y su condición de "Síndrome de cautiverio", que recibe tres nominaciones a los Premio Altazor, por su dramaturgia, dirección y actuación. En 2016, Rodrigo Bastidas dirige la obra de teatro "Viejos de Mierda", un cómico manifiesto sobre la tercera edad protagonizado por Jaime Vadell —quién además escribe la obra junto a Bastidas—, Tomás Vidiella y el comediante Coco Legrand, que ha sido vista por más de 600.000 espectadores y se ha transformado en la obra más exitosa del teatro chileno en los últimos treinta años. Una adaptación femenina, "Viejas de Mierda" (2019), es coescrita y dirigida por Magdalena Max-Neef y Rodrigo Bastidas, con un elenco compuesto por Gloria Münchmeyer, Gabriela Hernández y la comediante Gloria Benavides. La obra se posicionó como el estreno más visto del 2019 superando incluso el de su predecesora. En la década siguiente, Rodrigo Bastidas estrena una nueva obra en "No me deje hablando solo" (2023) protagonizada por Jaime Vadell, Coca Guazzini y Héctor Noguera y en 2025, Elena Muñoz dirige y escribe "Aquí me bajo yo". Ambas continúan el trabajo dramatúrgico en torno a la vejez, siendo importantes éxitos de taquilla y con gran crítica de la prensa especializada que las catalogó dentro de los mejores montajes estrenados en sus respectivos años.